# Elisabeth Richezza van Polen
Elisabeth Richezza van Polen (Posen, 1 september 1286 - Brünn, 19 oktober 1335) was een Poolse prinses uit het huis Piasten. Via haar twee huwelijken was ze van 1303 tot 1305 koningin-gemalin van Bohemen en Polen en van 1306 tot 1307 koningin-gemalin van Bohemen en hertogin-gemalin van Oostenrijk en Stiermarken.

## Levensloop
Richezza was de dochter van hertog van Groot-Polen Przemysł II, vanaf 1295 eveneens koning van Polen, en diens eerste echtgenote Richeza, dochter van koning Waldemar I van Zweden. Ze verloor haar ouders al zeer vroeg: haar moeder stierf toen ze zes jaar oud was en haar vader werd in 1296 door ontevreden Poolse adel vermoord.
Oorspronkelijk was ze verloofd met Otto, zoon van markgraaf Albrecht III van Brandenburg. Het was dan ook in Brandenburg dat Richezza een opleiding kreeg. Haar verloofde overleed echter nog voor het huwelijk.
De prinses was als erfgename van Polen een goede partij voor de Boheemse koning Wenceslaus II. In 1300 werd ze naar Bohemen gebracht en werd er opgevoed door de tante van Wenceslaus II. In 1303 huwde de toen 17-jarige Richezza met de 32-jarige Wenceslaus II, die naast koning van Bohemen in 1300 ook koning van Polen was geworden. Vervolgens werd Richezza door Hendrik van Würben, de bisschop van Breslau, tot koningin-gemalin van Bohemen gekroond en nam ze voortaan de naam Elisabeth aan. In 1305 baarde Richezza een dochter Agnes. De verwachte zoon, die de Poolse kroon zou erven, kwam er niet meer omdat Wenceslaus II in juni 1305 stierf. Hierdoor werd Richezza op slechts 19-jarige leeftijd al weduwe.
Wenceslaus III, de zoon uit het eerste huwelijk van Wenceslaus II, werd vervolgens de nieuwe koning van Polen en Bohemen. In augustus 1306 werd Wenceslaus III vermoord, waarna het in Bohemen tot chaotische toestanden en een machtsstrijd kwam. Uiteindelijk bezette Rooms-Duits koning Albrecht I van Habsburg Bohemen en gaf hij het in leen aan zijn zoon Rudolf, die eveneens hertog van Oostenrijk en Stiermarken was. Opdat de Boheemse adel Rudolf als koning zou aanvaarden, werd hij uitgehuwelijkt aan Richezza.
Een deel van de Boheemse adel weigerde echter om Rudolf te aanvaarden als koning van Bohemen en het kwam opnieuw tot een machtsstrijd. Tijdens deze machtsstrijd stierf Rudolf in juli 1307 aan dysenterie, nog voor hij en Richezza voor nakomelingen hadden gezorgd. De inmiddels 21 jaar oude Richezza was nu al twee keer weduwe geworden en ze erfde een enorm fortuin na de dood van Rudolf. Van deze rijkdom kon ze echter nog niet genieten omdat ze tijdens de machtsstrijd in Bohemen gedeeltelijk gevangen werd gehouden. Uiteindelijk slaagde ze erin om met haar dochter naar Wenen te vluchten, waar ze een tijdje in een klooster verbleef.
Nadat de situatie in Bohemen weer rustig was geworden, kreeg Richezza van de nieuwe Boheemse koning Hendrik van Karinthië de toestemming om terug te keren naar Bohemen. Ze vestigde zich in de stad Königgrätz. Na een nieuwe machtsstrijd kwam in 1310 Jan van Luxemburg aan de macht in Bohemen. Jan was gehuwd met Elisabeth van Bohemen, de jongste dochter uit het eerste huwelijk van Wenceslaus II en dus de voormalige stiefdochter van Richezza. Beide vrouwen konden het niet met elkaar vinden.
Intussen was Richezza een relatie begonnen met een aanvoerder van de Boheemse adel, Hendrik van Leipa. Dit was een doorn in het oog van koningin Elisabeth van Bohemen, die Hendrik in 1315 in de gevangenis liet gooien. Hierdoor kwam de Boheemse adel nogmaals in opstand en uiteindelijk werd Hendrik in 1318 onder druk van de adel opnieuw vrijgelaten. Richezza en Hendrik van Leipa vestigden zich vervolgens in Brünn, de hoofdstad van het markgraafschap Moravië. Hier richtte ze een hof in dat leek op een koninklijk hof. In 1323 stichtten Elisabeth en Hendrik van Leipa in de stad het cisterciënzerinnenklooster Maria Saal.
In 1329 stierf Hendrik van Leipa. De laatste jaren van haar leven hield Richezza zich bezig met het beheer van haar enorme vermogen, schonk ze verschillende steden in het zuiden van Bohemen privileges en zamelde ze goederen in voor het klooster van Brünn. Na haar dood ging het grootste deel van haar vermogen naar dit klooster.
In oktober 1335 stierf Elisabeth Richezza op de leeftijd van 49 jaar. Ze werd bijgezet naast haar laatste geliefde Hendrik van Liepa in het klooster van Brünn.
- Gemeinsame Normdatei: 118914545
- International Standard Name Identifier: 0000 0001 1580 8836
- Library of Congress Control Number: n2012035786
- Nationale Bibliotheek van Tsjechië: jn20000728125
- Nationale Bibliotheek van Polen: a0000002188977
- Virtual International Authority File: 121702808
- WorldCat: E39PBJdx7FfjrMb3hkR46vhPwC